# Thymoites pictipes
Thymoites pictipes es una especie de araña araneomorfa del género Thymoites, familia Theridiidae. Fue descrita científicamente por Banks en 1904.
Habita en los Estados Unidos.